# Alí ibn al-Fadl al-Qarmatí
Alí ibn al-Fadl al-Qarmatí fou un daï càrmata del Iemen, fundador de l'estat càrmata en aquest territori.
El 905 els càrmates ja dominaven Aràbia oriental i, sota la direcció de Mansur-al-Yaman i Alí ibn al-Fadl, van prendre el control del Iemen, al qual van desvincular del Califat Abbàssida. Els dos homes van dirigir el consell de notables càrmates que va dirigir el país. A la mort de Mansur, Ali ibn al-Fadl va quedar al capdavant, però va morir uns mesos després, el 915. Els caps religiosos van concedir llavors el dret d'elecció del nou imam al califa fatimita de Mahdia, a Ifríqiya, presentant dos candidats: Hàssan ibn al-Mansur, fill de Mansur, i Abd-Al·lah aix-Xawirí, un teòleg. El califa va optar pel segon (916).